# Sava Gerchev
Sava Gerchev (em búlgaro:  Сава Герчев, 22 de janeiro de 1914 — data de morte desconhecido) foi um ciclista olímpico búlgaro. Representou sua nação nos Jogos Olímpicos de Verão de 1936.